# Kodeks Zouche-Nuttall

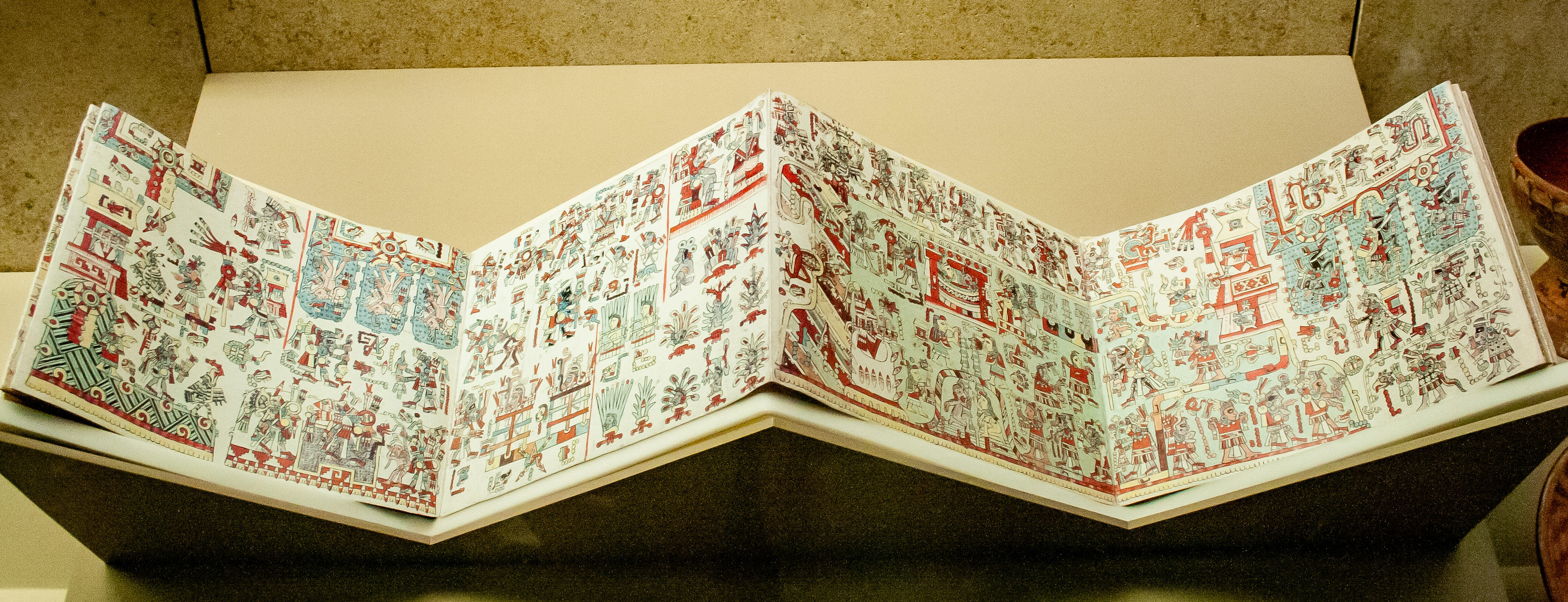
Kodeks Zouche-Nuttall

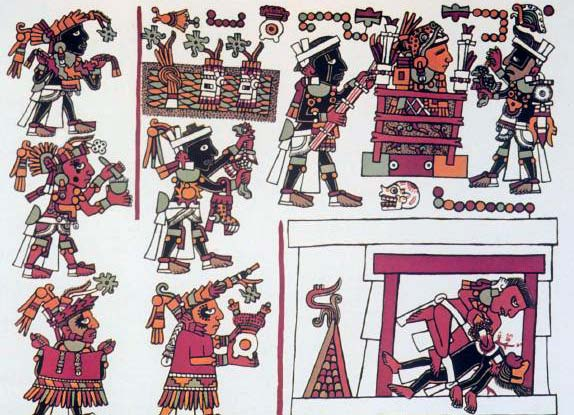
Strona z kodeksu Zouche-Nuttall

Kodeks Zouche-Nuttall – mistecki prekolumbijski dokument datowany na XIV wiek, o tematyce historyczno-genealogicznej i opisujący obyczaje i życie codzienne Misteków.

## Historia
Kodeks Zouche-Nuttall został wykonany na początku XIV wieku. Do Hiszpanii został wywieziony prawdopodobnie w XVI wieku. Uważa się, że był jednym z dwóch kodeksów wymienionych w liście Cortésa do króla Karola V jako skarby Nowego Świata. Przez wiele lat znajdował się w klasztorze San Marco we Florencji we Włoszech oraz w Bibliotece Św. Marka i dopiero w 1859 roku został na nowo odkryty i w tym samym roku sprzedany. Jego właścicielem został czternasty baron Zouche, pasjonat i zbieracz starych manuskryptów, którego zbiory przechowywane są w bibliotece w Sussexie. Po śmierci barona kodeks przeszedł w ręce jego syna i dopiero w 1898 roku Zelia Nuttall, etnografka, lingwistka i antropolog, odnalazła manuskrypt i dokonała pierwszych jego badań. Kopia jej autorstwa została opublikowana a 1901 roku. W 1917 roku Kodeks Nuttall został nabyty przez Muzeum Brytyjskie, gdzie znajduje się do dziś.

## Opis

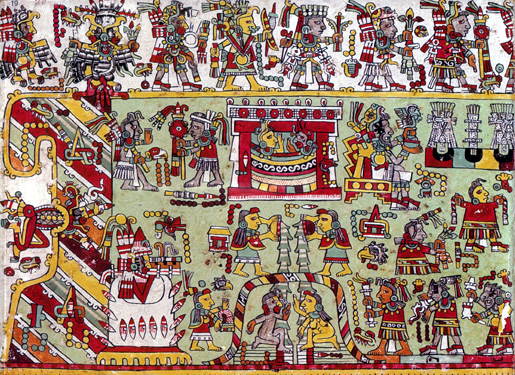
Strona 20 Kodeksu Zouche-Nuttall

Kodeks Zouche-Nuttall jest wykonany ze skóry zwierzęcej złożonej w harmonijkę o wymiarach 19×23,5 cm. W sumie ma 96 stron na których z jednej znajduje się genealogia państwa Misteków Tilantongo, leżącego się na wyżynie Oaxaca oraz ich przymierzy i podbojów w XI i XII wieku. Na stronach odwrotnych znajduje się historia najbardziej znanego władcy misteckiego 8-Jeleń „Szpony Tygrysa” żyjącego w latach 1011–1065 i jego licznych żon. Część ta podzielona została na sześć sekcji. Prócz wyżej wymienionych w manuskrypcie przedstawione są liczne postacie zwierzęce, drzewa, kwiaty i świątynie.
Kodeksy Misteckie są uważane za najłatwiejsze do odczytywania. Poznanie kilku podstawowych zasad odczytywania symboli i kolorów pozwala nawet nieznającemu tematyki „przeczytać” strony manuskryptów. Mistekowie potrafili za pomocą symboli przedstawiać rzeczowniki oraz około 40 czasowników. Na przykład słowo „żenić się” było wyrażone za pomocą rysunku przedstawiającego rytualną kąpiel lub kobietę podającą mężczyźnie kubek kakao. Również kolory odgrywały bardzo ważną rolę. Podstawowymi barwami był czerwony, niebieski, żółty i czarny. Biała peleryna z czarnym wzorem oznaczała postać kapłana, niebieska i zakończona frędzlami kolba kukurydzy umieszczona obok postaci oznaczała władcę. Także pewne szczegóły ubioru czy pewne glify znajdujące się nad postacią miały swój umowny wyraz. U wojowników rodzaj fryzury, jego długość była zależna od zasług i ilości wziętych niewolników, kij symbolizował wędrownych kupców a stołek na którym spoczywała postać oznaczała jego wysoką rangę.

## Publikacje
- Nuttall, Zelia: The Codex Nuttall. A picture manuscript from ancient Mexico, The Peabody Museum facsimile. Tekst: Arthur G. Miller, New York (Dover Publications), 1975

- Zelia Nuttall Broché: The Codex Nuttall: A Picture Manuscript from Ancient Mexico : The Peabody Museum Facsimile de Nuttall, 96 pages, Dover Publications (lipiec 1975) ISBN 0-486-23168-2, ISBN 978-0-486-23168-6

- C. McEwan: Ancient Mexico in the British Museum, The British Museum Press, London 1994, p. 62

- Z. Nuttall: Codex Nuttall: facsimile of an ancient Mexican codex belonging to Lord Zouche of Harynworth, England, Cambridge Mass., Peabody Muzeum Amerykańskiej Etnologii i Archeologii, Harvard University, 1902

- E.H. Boone: Stories in red and black: pictorial histories of the Aztec and Mixtecs, Austin, University of Texas Press, 2000

- G. Brotherstone: Painted books of Mexico, The British Museum Press, London 1995

- F. Anders, M. Jansen and G. A. Pérez Jiménez: Códice Zouche-Nuttall, facsimile with commentary and line drawing, Madrid, Sociedad Estatal Quinto Centenario; Graz, Akademische Druck-u. Verlagsanstalt; Mexico City, Fondo de Cultura Económica, 1992